# Jānis Bulis
Jānis Bulis (ur. 17 sierpnia 1950 w Brigi) – łotewski duchowny rzymskokatolicki, biskup Lipawy w latach 1991–1995, biskup diecezjalny rzeżycko-agłoński od 1995, przewodniczący Konferencji Biskupów Łotwy od 2011.

## Życiorys
Święcenia kapłańskie otrzymał 22 maja 1977 z rąk Julijansa Vaivodsa. 8 maja 1991 papież Jan Paweł II mianował go biskupem Lipawy. Sakry biskupiej udzielił mu nuncjusz apostolski w Rosji – abp Francesco Colasuonno. 7 grudnia 1995 został ogłoszony pierwszym biskupem nowo powstałej diecezji rzeżycko-agłońskiej.
Od 2011 pełnił funkcję przewodniczącego Konferencji Biskupów Łotwy.

## Odznaczenie
Postanowieniem Prezydenta RP z dnia 7 września 2005 za wybitne zasługi w rozwijaniu polsko-łotewskiej współpracy został odznaczony Krzyżem Komandorskim Orderu Zasługi Rzeczypospolitej Polskiej.